# Цзюйя
Цзюйя-жоди (кит. трад. 車牙若鞮, упр. 车牙若鞮, пиньинь Jūyá Ruòdī, личное имя Цзюймоцзюй кит. трад. 且莫車, упр. 且莫车, пиньинь Qiěmòjū; у Бичурина и Гумилёва Гюйя) — шаньюй хунну с 12 года до н. э. по 8 год до н. э. Сын Хуханье. Верный вассал Китая.

## Правление
Отправил сына Юйтучэданя к императору на службу. Наньчжиясы сделал восточным чжуки. Правил 4 года и умер в 8 до н. э. Наньчжиясы стал шаньюем Учжулю.